# Paolo Antonio Foscarini
Paolo Antonio Foscarini (* 1565 in Montalto Uffugo in Kalabrien; † 10. Juni 1616 ebenda) war ein italienischer Theologe und Astronom.

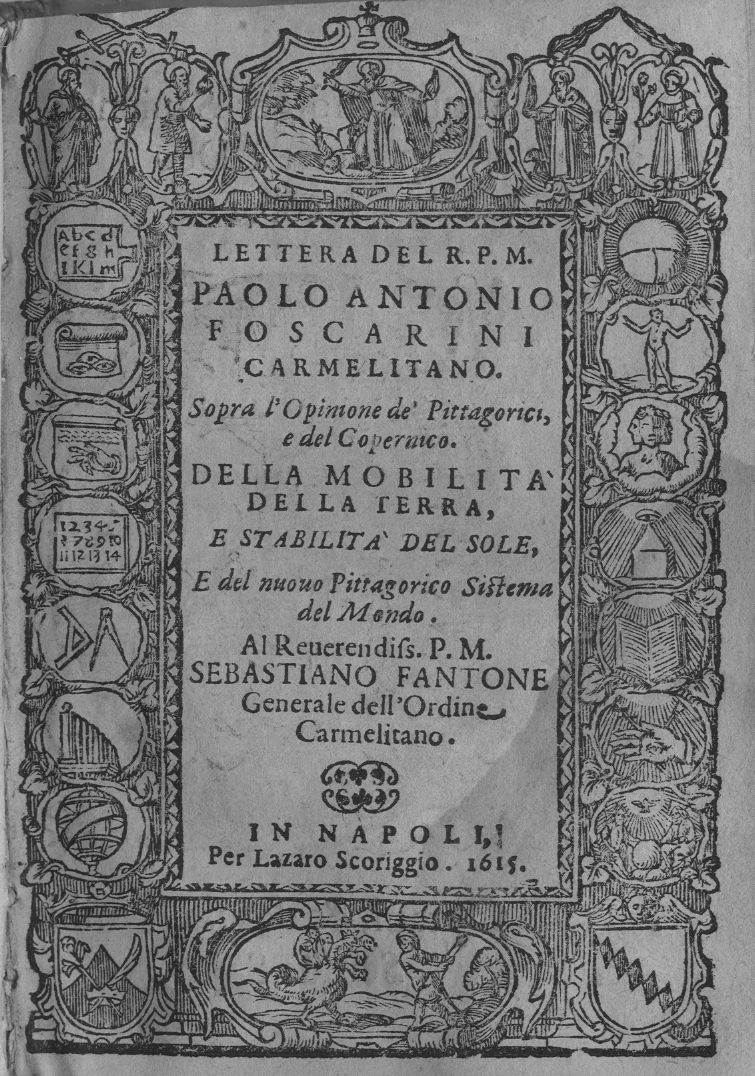
Foscarinis Verteidigung der kopernikanischen Lehre von 1615

Foscarini trat dem Karmeliterorden bei. Er lehrte Philosophie und Theologie an der Universität Messina, hatte einen Ruf als Prediger und Theologe und war Provinzial des Karmeliterordens für Kalabrien.
Er veröffentlichte 1615 das Buch Brief über die Ansicht der Pythagoräer und des Kopernikus über die Beweglichkeit der Erde und die Festigkeit der Sonne und das neue pythagoräische Weltsystem (lateinisch Lettera sopra l'opinione de' Pittagorici, e del Copernico, della mobilità della terra e stabilità del sole, e del nuovo Pittagorico Sistema del Mondo), in dem er die heliozentrische Lehre von Kopernikus verteidigte und in Übereinstimmung mit der Bibel fand.  
Foscarini präzisierte, dass das Werk, das sich vor allem an Galileo Galilei und Johannes KeplerSignor sowie an die Accademia Nazionale dei Lincei richtete, darauf abzielte, „viele Passagen der Heiligen Schrift“ mit der kopernikanischen Konzeption in Einklang zu bringen und sie (nicht ohne theologische und physikalische Grundlagen) so zu interpretieren, dass sie ihr überhaupt nicht widersprechen“,  da „das von Ptolemäus verkündete gemeinsame Weltsystem die Gelehrten nie völlig zufriedengestellt hat und selbst seine Nachfolger immer den Verdacht hegten, dass ein anderes wahrer sei: Denn mit diesem gemeinsamen System bleiben zwar alle Phänomene und Erscheinungen der Himmelskörper erhalten, aber dennoch mit unzähligen Schwierigkeiten und Flickwerken von Umlaufbahnen (und diese von verschiedener Form und Gestalt), Epizyklen, Äquanten, Deferenten, exzentrischen Bewegungen und tausend anderen Vorstellungen und Chimären" eher reine Hypothesen als irgendeine Realität. 
Er verteidigte seine Thesen auch persönlich in Rom, verließ die Stadt aber wieder, bevor Galileo Galilei dort eintraf. Galilei hoffte in Foscarini einen Verbündeten im Kampf für die Kopernikanische Lehre in der Kirche gefunden zu haben. Das Buch von Foscarini wurde aber von der Sacra Congregatio Romanae et universalis Inquisitionis am 5. März 1616 auf den Index Librorum Prohibitorum gesetzt. 
Foscarini starb bald darauf in einem Kloster seines Ordens, das er in seinem Heimatort gegründet hatte.
Am 15. April 2014 wurde der Asteroid (8076) Foscarini nach ihm benannt.

## Schriften
Theologische Schriften:
- Ordinationes et exercitia quotidiana, 1607
- Institutionum omnis generis doctrinarum tomis VII comprehensarum syntaxis, 1613
- Tratato della divinatione naturale cosmologica, 1615

Seine Verteidigung des Kopernikanischen Systems:
- Lettera sopra l’Opinione de’Pittagorici, e del Copernico della Mobilità della Terra, e Stabilità del Sole, e del Nuove Pittagorica Systema del Mondo, Neapel 1615
  - Englische Übersetzung in: Richard J. Blackwell: Galileo, Bellarmine, and the Bible, Notre Dame: University of Notre Dame Press, 1991, S. 217–251.